# Ästhetische Intelligenz
Ästhetische Intelligenz ist ein Begriff der Kunstpädagogik, der von dem Kunstpädagogen Gert Selle, der an der Universität Oldenburg lehrte, geprägt wurde und in die kunstpädagogische und erziehungswissenschaftliche Bildungs-Debatte der 1980er und 90er Jahre eingeführt.
Selle benutzt den Begriff ästhetische Intelligenz, um die Kompetenz des Subjekts zu bezeichnen, „sich aus dem Raum der Verpflichtungen zur Rationalität (welcher Art auch immer) zu entfernen“. Das Wesen der ästhetischen Intelligenz besteht demnach darin, „zwischen Wahrnehmung, Imagination (...) oder dem Traum und einfallenden Sinnprojektionen der Erfahrung zu vermitteln“. Selle sieht sie daher als einen integralen Bestandteil der individuellen Arbeit an der inneren Biographie; der künstlerische Schaffensprozess stelle eine besondere Form einer produktiven Lebenserfahrung dar (Selle 1998, S. 109).

## Verwendung
Der Begriff ästhetische Intelligenz wird vornehmlich im kunstpädagogischen, erziehungswissenschaftlichen und kulturpolitischen Kontext verwendet. Er wird jedoch nicht immer präzise im Sinne Selles verstanden, da oft nur der Wahrnehmungs-Aspekt betont wird. Roland Hagenbuechle (2006, S. 2) meint mit ästhetischer Intelligenz die Fähigkeit, „Werke der Kunst (und der Kultur im weitesten Sinn) zu verstehen und zu ‚lesen‘“. Von Meike Aissen-Crewett (2000) wird sie als Fähigkeit verstanden, „in der Begegnung mit Kunstwerken und sonstigen ästhetischen Objekten sowie in der sinnlichen Wahrnehmung von Phänomenen unserer natürlichen, sozialen und kulturellen Um- und Lebenswelt ästhetische Erfahrungen zu machen“. versteht unter ästhetischer Intelligenz eine besondere Erkenntnisform, da „das Ästhetische nicht von den fachlichen, sozialen, ethischen und politischen Aspekten einer Sache zu trennen“ sei. Robert Reschkowski (2001) betont wie Selle sowohl den Vermittlungscharakter von ästhetischer Intelligenz als auch ihre Bedeutung für einen produktiven Schaffensprozess. Er bezeichnet sie als „Fähigkeit zu selektieren und zu ordnen, die Kunst wohlgeformter Wahrnehmung, das Vermögen Zusammenhänge und Muster wahrzunehmen und uns zurechtzufinden im Chaos der Signale, das gestalterische Vermögen neue Muster zu schaffen, die Freiheit Welten zu gestalten und ihnen Sinn zu verleihen“.
Roland Hagenbuechle (2006, S. 4) stellt die ästhetische Intelligenz neben die in der Forschung hauptsächlich diskutierten Formen der rationalen und emotionalen Intelligenz. Peter Lauster veröffentlichte 1999 einen Begabungstest, der auch die ästhetische Intelligenz mit einbezieht.

## Ästhetische Intelligenz und Kulturpolitik
Der Begriff ästhetische Intelligenz spielt eine zentrale Rolle in dem 2006 in Nordrhein-Westfalen gestarteten Landesprogramm „Kultur und Schule“, mit dem das schulische Lernen durch Projekte mit Künstlerinnen und Künstlern ergänzt wird. Begründet wird das Programm damit, dass das Ausdrucksvermögen, die Wahrnehmungsfähigkeit und die ästhetische Intelligenz von Kindern und Jugendlichen gefördert werden sollen. Von den Projekten erwartet man die Steigerung des Selbstwertgefühls und der sozialen Kompetenzen der Schüler und Schülerinnen.